# Alban Ramosaj
Alban Ramosaj (pronunciado en albanés: [alˈban ɾaˈɔmsaj]; Ede, 7 de marzo de 1996) es un cantante, compositor y modelo albanés. Ramosaj fue concursante de la versión albanesa de The X Factor en 2012 y The Voice of Albania en 2013. Posteriormente, el artista solidificó su éxito en el área de los Balcanes de habla albanesa después de ganar la 22ª edición de Kënga Magjike en 2021.

## Vida y carrera

### 1996-2020: Primeros años de vida y carrera
Alban Ramosaj nació el 7 de marzo de 1996 en el seno de una familia albanesa en la ciudad de Ede, Países Bajos. Su familia es oriunda de Podujeva, Kosovo, aunque el cantante creció en Tirana, Albania. Ramosaj se presentó a la primera temporada de X Factor Albania en 2012 cantando "Kryptonite" para los jueces Besa Kokëdhima, Juliana Pasha, Pandi Laço y Alban Skënderaj. Continuando en 2013, el cantante participó con éxito en la tercera temporada de The Voice of Albania antes de su eliminación en los cuartos de final.
Más tarde, apareció en la tercera temporada del programa de danza de Televizioni Klan (TV Klan) "Dance With Me Albania". Además, lanzó su EP Po nese... con buenas críticas en 2016. Asimismo, alcanzó el primer puesto durante cuatro semanas seguidas en las listas de éxitos con su sencillo "A më do". A finales de 2016, Ramosaj participó en Kënga Magjike y también fue invitado a aparecer en el anuncio de la colección primavera-verano 2018 de Dolce Gabbana. En noviembre de 2017, fue el telonero del concierto de la cantante británica Emeli Sandé en Tirana.

### 2021-presente:Kënga Magjikey éxito posterior
Ramosaj participó en la 22ª edición de Kënga Magjike en mayo de 2021 y fue proclamado ganador del concurso con la canción "Thikat e mia". Combinando elementos de pop y R&B, su sencillo de seguimiento, "Shpirto", fue lanzado en julio de 2021 y alcanzó el número 4 en el Top 100 de Albania. En noviembre de 2021, la emisora albanesa Radio Televizioni Shqiptar (RTSH), informó que el cantante estuvo entre los 20 concursantes elegidos para competir en la 60 edición del Festivali i Këngës, que a su vez sirve como selección nacional del país para el Festival de la Canción de Eurovisión 2022, donde se clasificó en segunda posición con el tema "Theje".

## Estilo
Ramosaj es considerado un artista pop que experimenta con diferentes géneros musicales, incluido el R&B.

## Discografía

### EP
- Po nese... (2016)

#### Como artista principal
| "Ç'kemi"                                                                               | 2014 |   | Sencillos sin álbum |
| "A më do"                                                                              | 2016 | 1 | Sencillos sin álbum |
| "Aurora"                                                                               | 2016 | — | Sencillos sin álbum |
| "Bitchi mesnatës"                                                                      | 2017 | — | Sencillos sin álbum |
| "Ike"                                                                                  | 2018 | 2 | Sencillos sin álbum |
| "A thu pse"                                                                            | 2018 | 1 | Sencillos sin álbum |
| "Ëndrrat e mia"                                                                        | 2018 | 1 | Sencillos sin álbum |
| "T'kom dasht"                                                                          | 2019 | — | Sencillos sin álbum |
| "I nat ma fal (أعطيني ليلة)"                                                           | 2020 | 1 | Sencillos sin álbum |
| "Thikat e mia"                                                                         | 2021 | — | Sencillos sin álbum |
| "Shpirto"                                                                              | 2021 | 4 | Sencillos sin álbum |
| "Theje"                                                                                | 2021 | — | Sencillos sin álbum |
| "—" denota que un tema no estuvo en las listas o que no fue lanzado en ese territorio. |      |   |                     |